# Salvatore Palomba
Salvatore Palomba (Napoli, 14 dicembre 1933) è un poeta, saggista e paroliere italiano.

## Biografia
È stato dirigente di una grande casa editrice italiana.
Ha cominciato a scrivere versi in napoletano sin da giovanissimo. Ha pubblicato la sua prima canzone nel 1953 per una delle ultime “Piedigrotte” e partecipato, a partire dal 1962, a 9 edizioni del Festival di Napoli. Ha scritto anche testi in lingua, fra cui l’evergreen Baci, versione italiana di Things di Bobby Darin, e ha anche partecipato come autore a due festival di Sanremo.
Nel 1976, dal sodalizio artistico con Sergio Bruni, nasce l’album Levate 'a maschera Pulicenella, da cui emergerà progressivamente Carmela, diventata un classico della canzone napoletana, al pari di Amaro è 'o bene del 1980. Due brani che, oltre alle interpretazioni di Bruni, vantano numerose versioni, fra cui quelle di Mina.
Studioso e storico della lingua, della poesia e della canzone napoletana, ha scritto su questi temi saggi e libri, diffusi anche nelle scuole, tenuto una rubrica sul quotidiano “Il Mattino” e curato programmi per la Rai, fra cui le 40 puntate di Oi Marì – Storia e storie della canzone napoletana, andate in onda su RadioTre nel 2007 e ancora diffuse attraverso RaiWebradio.
Come poeta, Salvatore Palomba da un lato ha raccontato con stile asciutto e per nulla folkloristico la realtà difficile della Napoli del secondo dopoguerra; e dall'altro ha avviato, a partire dagli anni della maturità, un'accorta riflessione sulle inquietudini dell’uomo novecentesco, la crisi dei valori legata alla modernità, il bisogno d’amore e di spiritualità.

## Pubblicazioni
Libri di poesie:
- Parole overe (Napoli, Edizioni del Mezzogiorno, 1975)
- Chisto è nu filo d'erba e chillo è 'o mare (Napoli, Bideri, 1992)
- Nu Cielo Piccerillo (Napoli, L'ancora del Mediterraneo, 2008; nuova edizione accresciuta, Napoli, Cuzzolin, 2017)

Ha pubblicato inoltre:
- Canzoni di Salvatore Di Giacomo (Roma, Newton Compton, 1995)
- Concerto napoletano. La canzone dagli anni Settanta a oggi (Lecce, Argo, 1997, con Peppe Aiello, Stefano De Matteis, Pasquale Scialò)
- Napoli parole e poesia (Napoli, Liguori 1998)
- La canzone napoletana (Napoli, L’ancora del mediterraneo, 2001)
- La poesia napoletana. Dal Novecento a oggi (Napoli, L’ancora del mediterraneo, 2003)
- Cominciare da Di Giacomo (Giugliano [Na], 2004, con Stefano Fedele)
- Sergio Bruni. Una voce senza tempo (Napoli, Magmata, 2004)
- Le canzoni di Napoli (Napoli, L’ancora del mediterraneo, 2009, con Stefano Fedele)
- Parole d'Ammore (Napoli, Cuzzolin, 2017)